# Diospyros kika
Diospyros kika är en tvåhjärtbladig växtart som beskrevs av Debb. och Kalipada Biswas. Diospyros kika ingår i släktet Diospyros och familjen Ebenaceae. Inga underarter finns listade i Catalogue of Life.